# Харофиты
Харофиты, или харофитовые водоросли (лат. Charophyta) — отдел водорослей из группы зелёных растений, близкий к зелёным водорослям (Chlorophyta) и высшим растениям (Embryophyta). Традиционно в составе харофитовых рассматривали только харовые водоросли, однако начиная с 1980-х годов в таксон наряду с ними включают конъюгат и несколько небольших групп водорослей, которые характеризуются формированием фрагмопласта в телофазе клеточного деления. Представители распространены преимущественно в пресных водах.

## Основные признаки отдела
В основном пресноводные водоросли.
Имеют монадный, коккоидный, нитчатый, разнонитчатый, псевдопаренхиматозный и паренхиматозный типы дифференциации таллома.
Обладают хлорофиллами a и b. А также другими фотосинтетическими пигментами (такими же как у Chlorophyta): лютеин, зеаксантин и бета-каротин.
Хлоропласт двумембранный, внутри образуются граны и 3-х тилакоидные ламеллы. Пиреноид может быть, а может и отсутствовать.
Запасное вещество: крахмал (альфа-глюкан). Откладывается в хлоропласте.
У большинства имеется клеточная стенка из целлюлозы.
Жгутики одинаковой длины и расположены субапикально, могут быть покрыты чешуйками. Базальные тела лежат почти параллельно и находятся на белковой пластинке. От пластинки отходит лист, состоящий примерно из 60 микротрубочек. Жгутики есть у некоторых водорослей в вегетативном состоянии, у зооспор (у тех, у кого есть) и у гамет.
Вегетативное размножение осуществляется делением пополам или фрагментацией. Бесполое зооспорами. Половой процесс представлен оогамией или конъюгацией.
Если есть, то жизненный цикл гаплобионтный с зиготической редукцией.  

## Классификация
На апрель 2018 года в отдел включают 6 классов:
- Charophyceae Rabenhorst — Харовые водоросли, 763 вида;
- Chlorokybophyceae K.Bremer — единственный вид Chlorokybus atmophyticus обладает сарционидной формой таллома, населяет пресноводные и наземные местообитания;
- Coleochaetophyceae C.Jeffrey — Колеохетофициевые водоросли — 38 видов, ветвящиеся нитчатые водоросли;
- Conjugatophyceae Engler [syn.  Zygnematophyceae] — Конъюгаты, или сцеплянки, больше 4200 видов, коккоидные и нитчатые водоросли;
- Klebsormidiophyceae C.Hoek, D.G.Mann & H.M.Jahns — 41 вид, неветвящиеся нитчатые водоросли, обитающие в пресных водоёмах и наземной среде;
- Mesostigmatophyceae Marin & Melkonian — единственный вид пресноводных монад Mesostigma viride.